# Viktor Kosičkin
Viktor Ivanovič Kosičkin (rusky Ви́ктор Ива́нович Коси́чкин; 25. února 1938 Rybnoje, Ruská SFSR – 30. března 2012 Moskva) byl sovětský rychlobruslař.
V roce 1959 poprvé startoval na evropském i světovém šampionátu, v obou případech se umístil ve druhé desítce. Na Mistrovství světa 1960 již byl pátý a na Zimních olympijských hrách téhož roku vybojoval dvě medaile: závod na 5000 m vyhrál a na trati 10 000 m dobruslil jako druhý. V roce 1961 zvítězil na Mistrovství Evropy a z Mistrovství světa si přivezl stříbro, které následující rok vylepšil na zlato. Startoval na Zimních olympijských hrách 1964, kde v závodě na 5 km skončil těsně pod stupni vítězů čtvrtý a kde se na dvojnásobné distanci umístil na šesté příčce. O několik týdnů později získal stříbrnou medaili ze světového šampionátu. V dalších dvou sezónách byl jeho největším úspěchem bronz z kontinentálního šampionátu 1965. Poslední závody absolvoval v roce 1967.